# Pomník králům Šumavy
Nenápadný pomník králům Šumavy (nebo též pomník šumavským převaděčům) se nachází na vyvýšeném místě u cesty několik desítek metrů od dřevěného mostku přes Teplou Vltavu poblíž Kvildy u osady Františkov při silnici, která spojuje Kvildu s Borovou Ladou. Pomník se nachází v pohraničním pásmu, které bylo do roku 1989 přísně střežené a tudíž pro veřejnost uzavřené.

## Určení pomníku

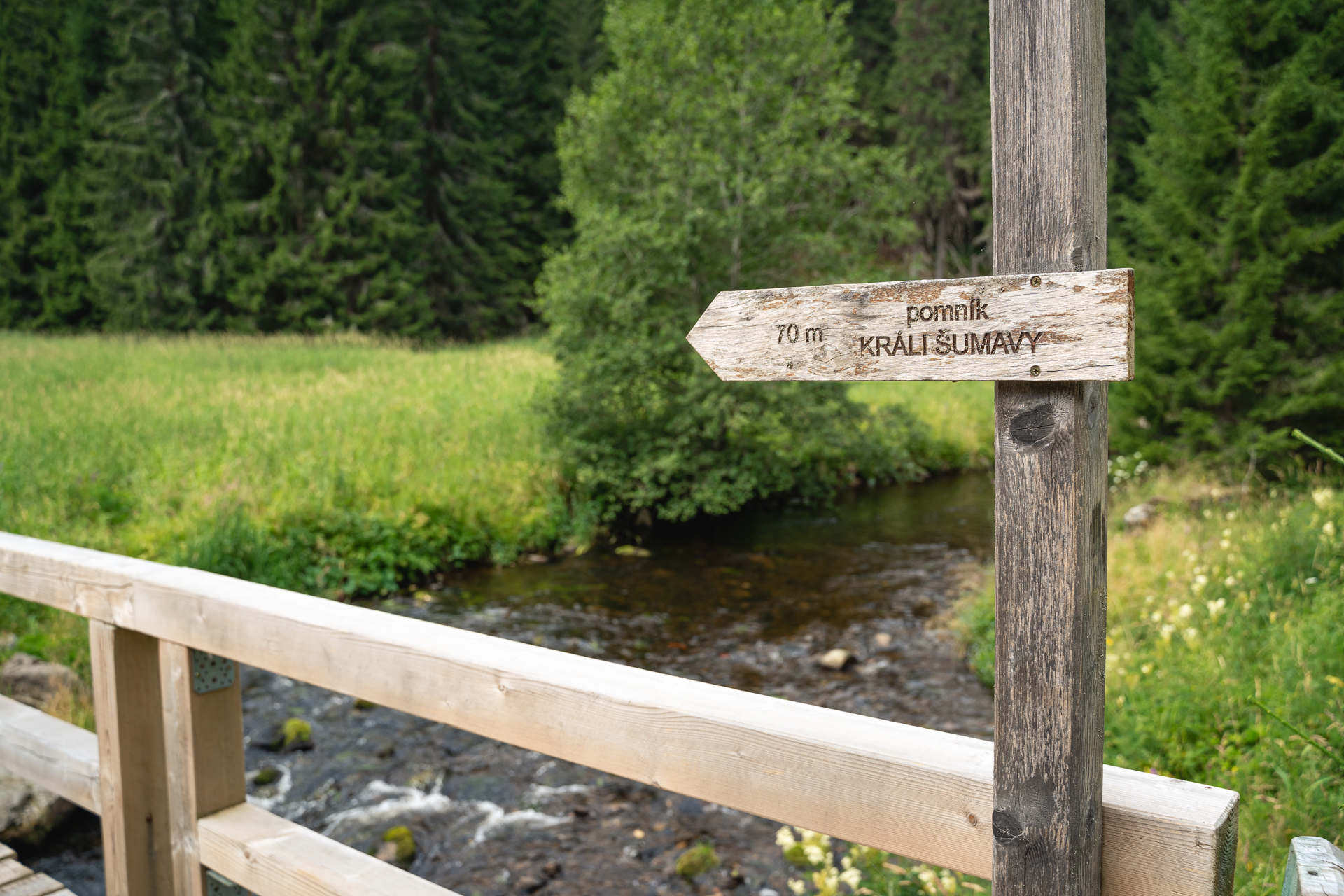
Mostek přes Teplou Vltavu ve Františkově vedoucí k pomníku

Pomník je věnován nekorunovaným králům Šumavy – šumavským převaděčům, kteří působili v hraničním pásmu ve 40. až 50. letech 20. století a pomáhali zde (s nasazením vlastních životů) českým občanům při přechodu přes uzavřenou československou hranici. Převáděnými byli lidé, kterým po „vítězném“ únoru 1948 (a nástupu komunistické vlády) hrozily tvrdé politické represe či smrt a to buď z titulu jejich „nedělnického“ třídního původu nebo pro jejich zřetelný a zjevný nesouhlas s nastoleným komunistickým režimem a zaváděnou diktaturou proletariátu v Československu. Opačným směrem (tj. do Československa) pronikali v době studené války přes tzv. železnou oponu (oddělující kapitalistický a socialistický blok) s pomocí stejných převaděčů i západní agenti tajných služeb.

## Volba lokality

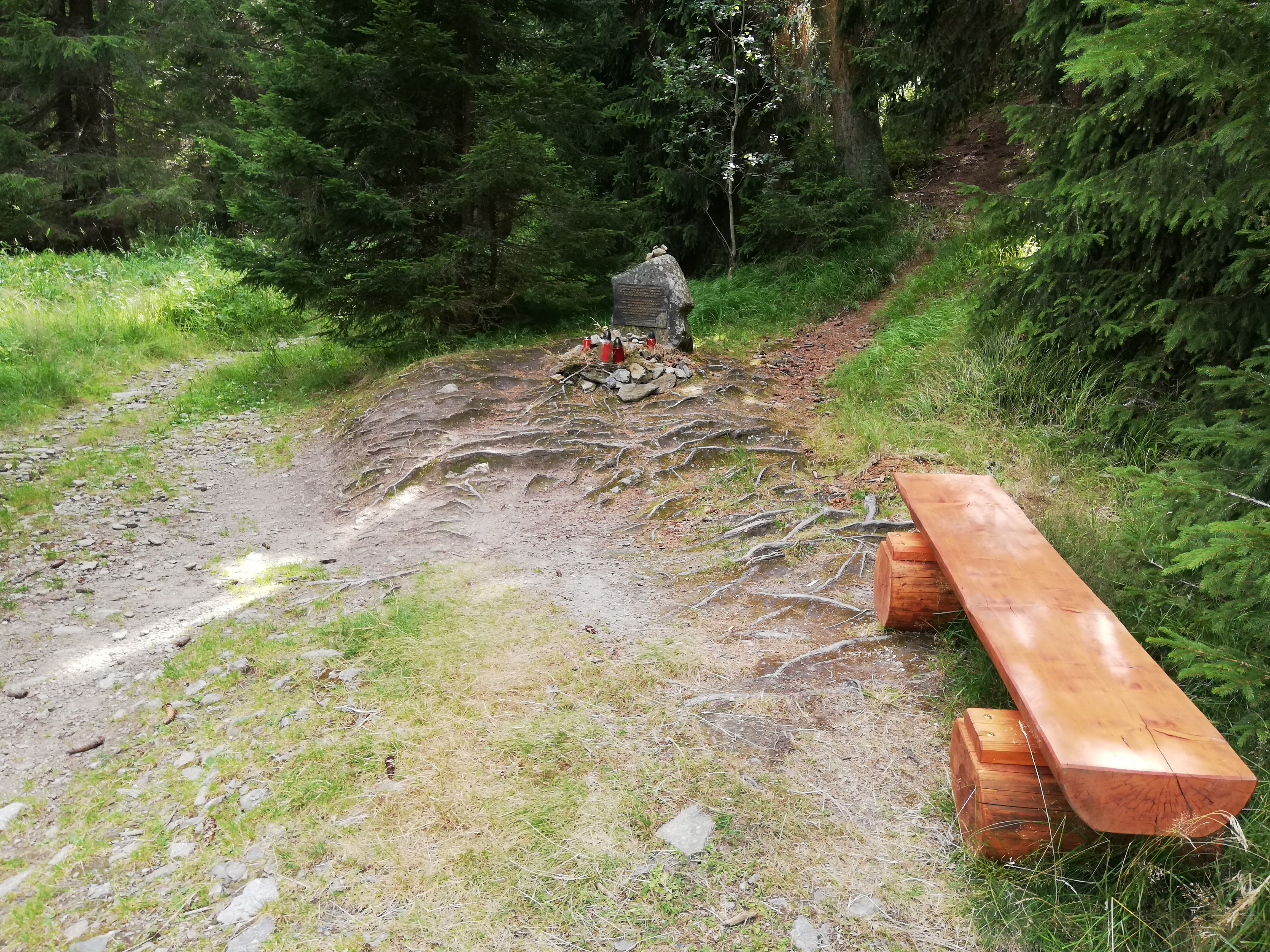
Celkový pohled na pomník

Umístění památníku nebylo náhodné, neboť se nachází u cesty, v místě kde přetínala Teplou Vltavu převaděčská stezka označovaná také někdy jako „Kanál 54“, kterou využíval českoněmecký pašerák, převaděč a agent americké zpravodajské služby CIC Kilián „Franz“ Nowotny.

## Události z května 1950

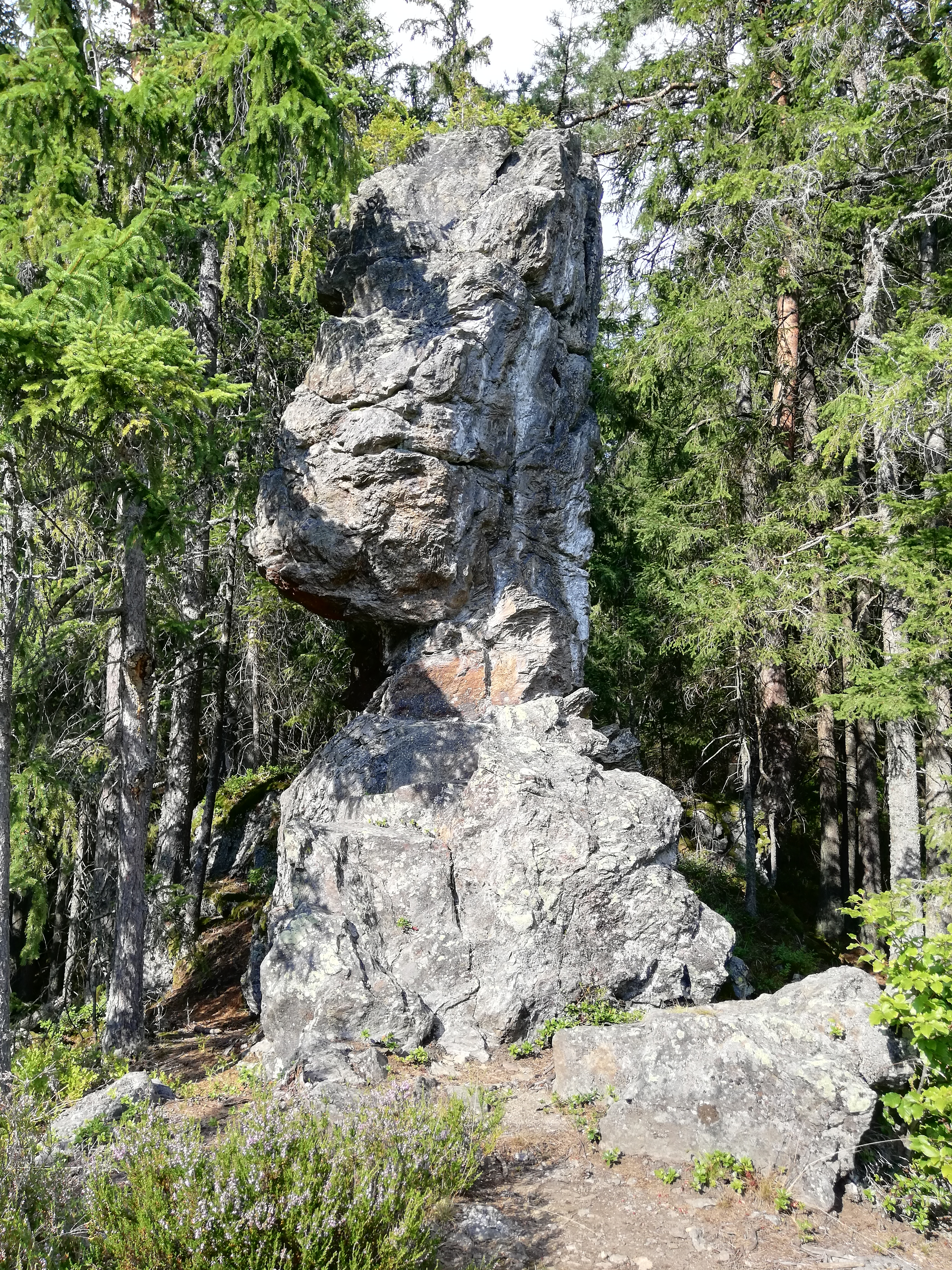
Pohled na skalní útvar Pivní hrnec z plošiny před ním, odkud byla vedena palba

Zhruba v místě památníku se odehrála jedné květnové noci v roce 1950 událost, která ukončila převaděčskou činnost Kiliána Nowotneho. Tehdy měl za úkol (od amerického velitele CIC) dovést do Československa dva muže (Rudolfa Veselého a Bohuslava Beneše), kteří měli pracovat ve prospěch CIC. Skupinka osob vedená Kiliánem ale tehdy padla do léčky nastražené Státní bezpečností (StB). Krátce poté, co „narušitelé“ překročili tok Teplé Vltavy ocitli se pod palbou příslušníků Sboru národní bezpečnosti (SNB) vedenou z oblasti skalního útvaru zvaného Pivní hrnec.
V nastalém zmatku přestřelky se každá z osob snažila individuálně před střelbou ukrýt. Zásahu ale neušel Kilián, který předstíral hlasitý nářek spojený s hulákáním, že nemůže chodit. Pronásledovatelé se logicky soustředili na stíhání ostatních „narušitelů“ ze skupiny a Kiliánovi se mezitím podařilo zmizet v zalesněné stráni. Poté, co u můstku na chvíli osaměl, vyskočil a vběhl do lesa. Díky znalosti terénu zamířil po své staré stezce zpět do Bavorska, kde byl následně dopraven do bavorské nemocnice v Grafenau. Během následujících tří dnů a nocí byli ostatní tři členové jeho skupiny v šumavských lesích a bažinách pochytáni a postaveni před soud. Kilián Nowotny se do Československa již nikdy v životě nevrátil. Dle jeho vyjádření za celou dobu své převaděčské praxe uskutečnil na 2000 ilegálních přechodů hranic mezi Bavorskem a Šumavou.

## Historie památníku
Kruh přátel česko-německého porozumění; český podnikatel, hoteliér a nakladatel JUDr. František Talián a Turistický servis Radost na Kvildě zřídili památník šumavským převaděčům jako vzpomínku na statečné „krále Šumavy“, kteří emigranty převáděli přes hranice. Slavnostní odhalení pomníku králům Šumavy se konalo 19. června 2004. Jeho odhalení byl přítomen jeden z účastníků prozrazeného přechodu z května roku 1950. Základem památníku je žulový obelisk z řeky Vltavy, který nese česko–německý nápis. Jeho česká část hlásá: „Touto stezkou opouštěli svobodomyslní občané svou vlast po únoru 1948. Věnováno Čechům a Němcům, kteří je s nasazením života převáděli.“

## Dovětek
Památník připomíná i jiné šumavské převaděče než byl Kilián Nowotny, na jehož „pašerácké stezce“ se pomník nachází. Mezi ty známé patřili například Josef Hasil a jeho bratr Bohumil Hasil, ale též řada dalších, z nichž jen málo se dožilo sametové revoluce v Československu:
- Jan Hrdlička (v USA);[12]
- Josef Hones (v Německu);[13]
- František Randák (v Kanadě);[14]
- František Nusko (v Kanadě);[15][16]
- Rudolf Veselý[17] (jeho životní příběh byl popsán v knize Kronika šumavských hvozdů);[4]

Fotogalerie králů Šumavy
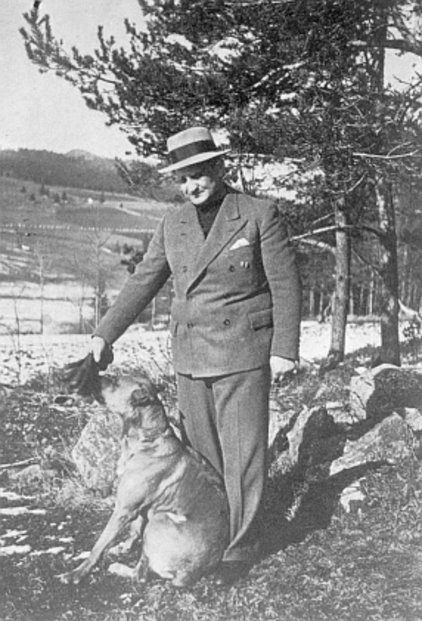
Kilián „Franz“ Nowotny se svým psem Alíkem (30. léta 20. století)
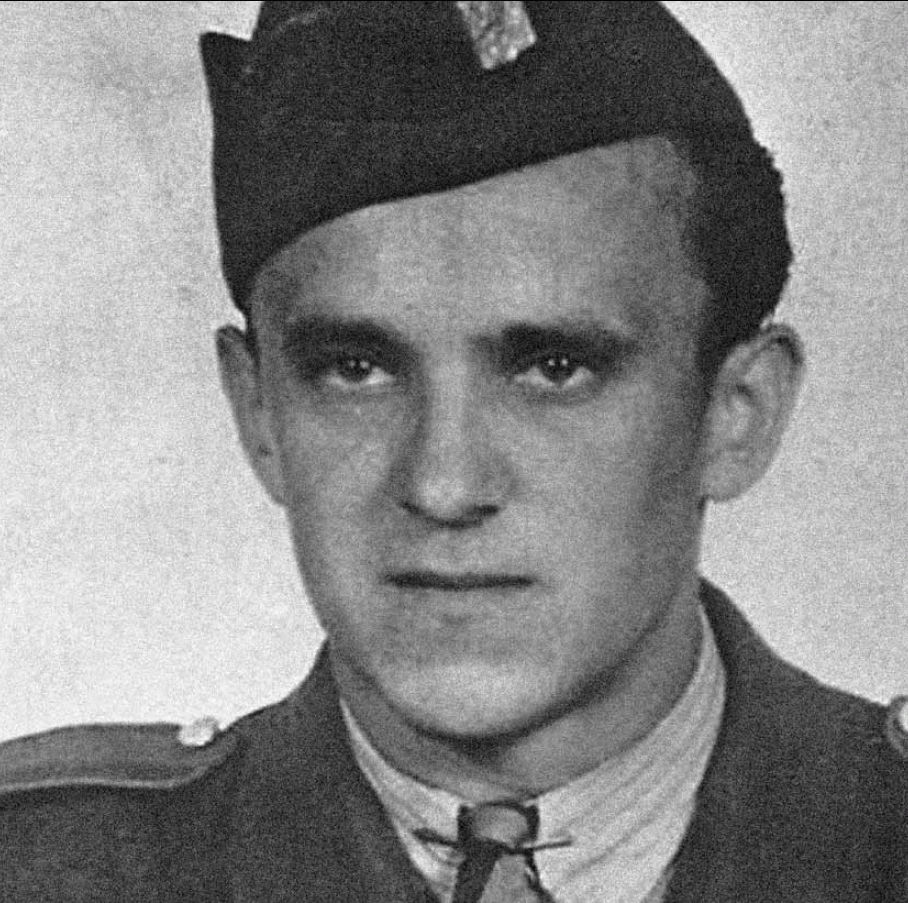
Josef Hasil v uniformě příslušníka SNB (před rokem 1949)
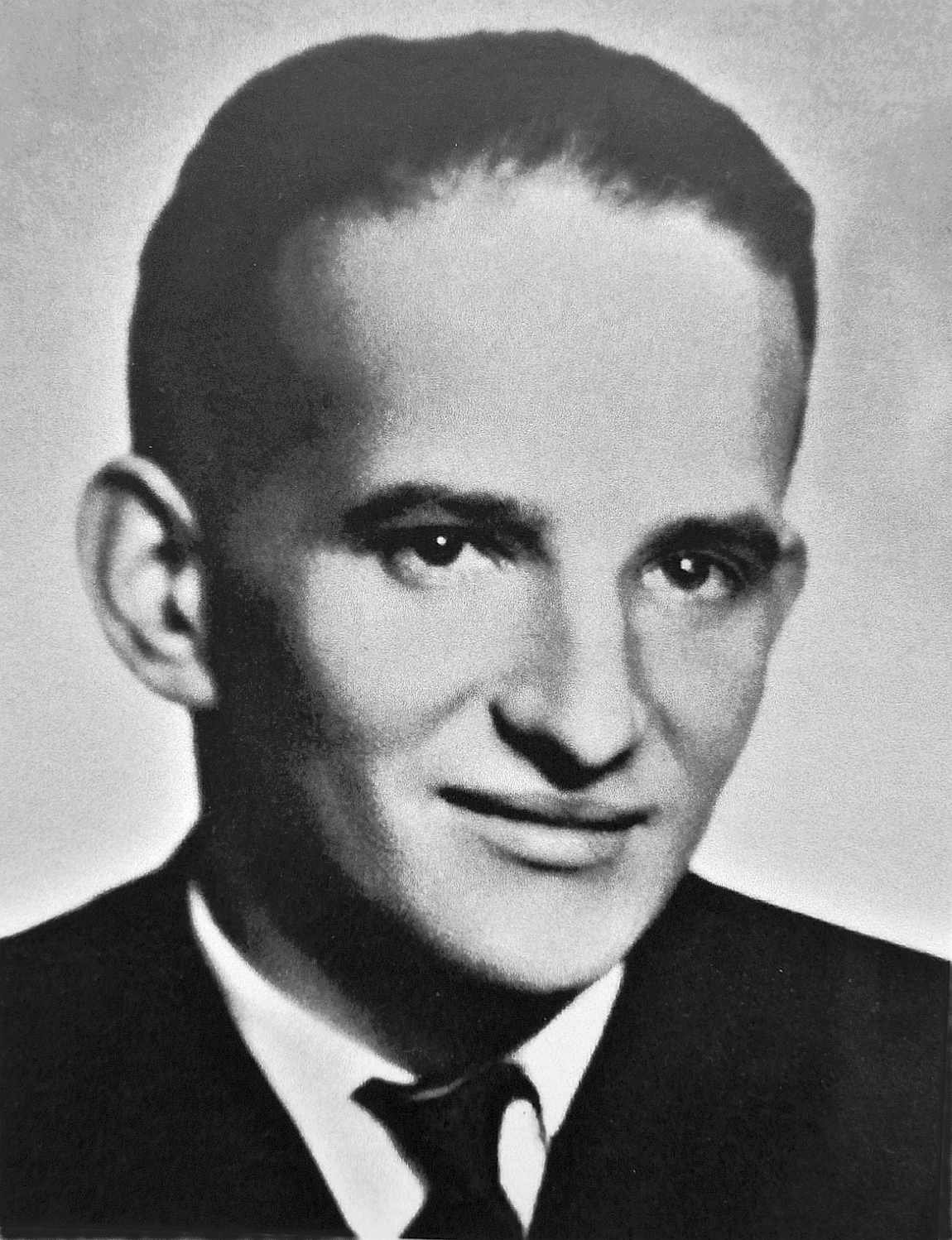
Bohumil Hasil (bratr Josefa Hasila)